# ジェフリー・タッカー
ジェフリー・アルバート・タッカー（Jeffrey Albert Tucker; [ˈtʌkər]、1963年12月19日 - ）は、アメリカのオーストリア学派の作家、実業家、出版者。無政府資本主義とビットコインの提唱者として知られる。院生時代にはミーゼス研究所でボランティア活動に参加した。
その後、作家、編集者として活動している。
2018年現在、彼は米国経済研究所編集部長であり、Liberty.meの最高自由責任者（CLO） タッカーはまた、マッキナック公共政策センター 、 RMIT大学のBlockchain Innovation Hubの研究関連会社 、およびアクトンインスティテュートアソシエイトの非常勤教授でもある 

## 初期の人生と教育
テキサスの歴史家アルバート・ブリッグ・スタッカーとロベルタ・ジェニース・タッカー（ロバートソン）タッカーの息子であるジェフリー・アルバート・タッカーは、1963年にカリフォルニア州フレズノで生まれた。 
彼はテキサス工科大学とハワード・ペイン大学で学部生として経済学を学び 、そこで最初にオーストリア学派文学に出会う。彼は後にジョージ・メイソン大学大学院で経済学の大学院生として進学。

## 見解
タッカーは戦争を「魅惑的な幻想」と呼び、アメリカの介入主義的外交政策に批判的である 
カリフォルニアサンデーのインタビューで、タッカーは夜のサンパウロの景色を思い出して、彼の「自由のビジョン」について次のように説明。「目の前にあるエネルギー、イノベーション、創造力。私は向きを変え始めました、そしてそれはあちら、あちら、そしてあらゆる方向に真実でした、そして私は思った、それはそれです！この世界は決して統治されません。統治することはできません。美しかった。」 
2020年の新型コロナウイルス感染症の拡大時には、フェイスマスクの着用や社会的距離（ソーシャルディスタンス）の施策に対して反対する立場を表明した。 